# Diplazium neglectum
Diplazium neglectum là một loài thực vật có mạch trong họ Woodsiaceae. Loài này được (H. Karst.) C. Chr. miêu tả khoa học đầu tiên năm 1905.